# Kognitivní teorie

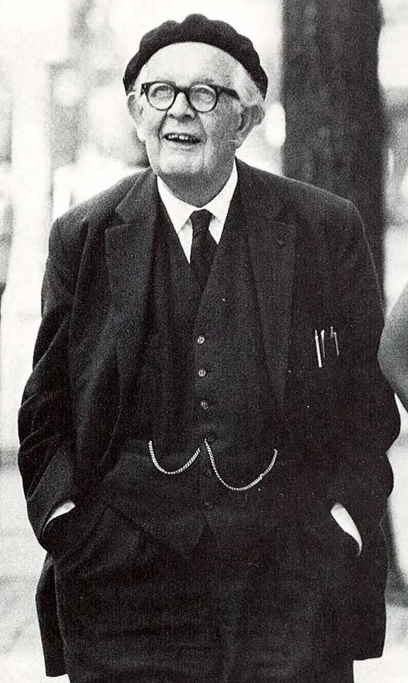
Jean Piaget.

Kognitivní teorie (teorie kognitivního vývoje) podle Jeana Piageta obsahuje pět navazujících etap vývoje osobnosti podle poznávacích procesů a způsobů myšlení.

## Etapy

### Senzomotorické stadium
Stadium označuje první dva roky života. V tomto období děti získávají informace o sobě a okolí na základě vývoje motoriky a sensorických procesů. Objevují vztah mezi svým jednáním a jeho důsledky.
Toto období se dělí do následujících 6 stádií:
1. Reflexní
2. Primární kruhové reakce
3. Sekundární kruhové reakce
4. Koordinace sekundárních schémat
5. Terciální kruhové reakce
6. Začátek myšlení-mentální kombinace

Praktickou cestou si budují představu o sobě jako o samotném subjektu odlišném od okolního světa. Další důležitým objevem během tohoto stádia je vědomí stálosti objektu, tedy vědomí, že objekt existuje i tehdy, není-li právě vidět. Starší dítě už bude schovaný předmět hledat, ale na místě, kde bylo úspěšné v předchozích pokusech. Teprve po dosažení jednoho roku bude dítě schopné objekt hledat tam, kde jej vidělo naposled bez ohledu na to, co se dělo v předchozích pokusech.
Ke konci sensomotorické fáze se u dětí začne objevovat symbolická hra. Tato hra je založena napředstírání, během kterého dítě začne například napodobovat činnost dospělých.
„Dítě předstírá, že se děje něco, co se ve skutečnosti neděje. Pro předstírání ve hře je naprosto zásadní schopnost vyvolání představy nepřítomného předmětu či dění, vybavení toho, co aktuálně není k dispozici nebo aktuálně neprobíhá. Pokud je to jen trochu možné, dovolme dítěti „pracovat“ se skutečnými předměty, aby mohlo pocítit, že napodobuje činnost dospělých.“ -časopis Koukej

### Předoperační stadium
Popisuje období dítěte přibližně od 2 do 7 let. Děti začínají s používáním symbolů. Začínají se učit používat jazyk a reprezentovat objekty s pomocí představ a slov. Třileté a čtyřleté děti umí uvažovat abstraktně, ale jejich slova a představy nejsou uspořádány logickým způsobem. Děti v tomto věku myslí stále egocentricky. Zároveň předměty třídí pouze podle jednoho znaku, kde například třídí hračky podle modré barvy, a naopak všechny kostky bez ohledu na barvu.

### Stadium konkrétních operací
Jedná se o období mezi 7–11 lety a je charakterizováno jako čas, kdy už dítě dokáže logicky uvažovat o objektech a událostech. V šesti letech již chápe stálost počtu, v sedmi letech množství a v devíti hmotnost. Je schopné třídit předměty podle více znaků a řadit je podle vlastností. Například, když před dítě postavíte kouli plastelíny a rozdělíte ji na 10 kusů, bude chápat, že množství plastelíny se nezměnilo a je stále stejné a že z něj lze zpátky udělat stejná koule, jako byla na začátku. Již pětileté dítě dokáže samo dojít do domu, kde bydlí, avšak není schopné cestu jakkoliv popsat a nemá o ní celkový přehled. Avšak osmileté dítě je už bez problémů schopno nakreslit plánek cesty.
Konkrétní logické operace se projevují u dětí mladšího školního věku. Bez této úrovně by se děti ve škole neobešly. Dítě, které by uvažovalo egocentricky a prelogicky, by nesplňovalo požadavky školy. Děti v tomto věku sice začínají uvažovat logicky, ale spíše využívají konkrétní realitu. Vždy operují se skutečností, s reálnými objekty nebo s jejich znaky. Poznávají skutečný svět a zajímá je, podle jakých pravidel náš svět funguje. Konkrétní logické myšlení se projevuje rozvojem schopnosti klasifikace a chápání konkrétních souvislostí a vztahů. Jeden ze znaků takového myšlení je schopnost decentrace, konzervace a reverzibility.
Důležitými procesy v stadiu konkrétních operací je logické myšlení a operace s abstraktními pojmy. Dítě tohoto věku dokáže pochopit svoji identitu a dokáže třídit předměty podle několika charakteristik. Nesystematicky experimentuje s objekty.
Děti ve věku sedmi let začínají projevovat změny v uvažování: začínají chápat princip konverzace, že i když se změní tvar, množství zůstává stejné, lépe klasifikují věci a rozumí příčinným souvislostem. Přestávají myslet egocentricky a lépe si představují, co ovlivňuje chování a prožívání ostatních. Uvažování je však pouze konkrétní, zatím nedokáží uvažovat abstraktně.

### Stadium formálních operací
Stadium se zakládá na abstrakci myšlení od konkrétních předmětů a odkazů na něj, a schopnosti uvažovat hypoteticky. Dalšími charakteristickými aspekty této fáze je vyvinutí představivosti a argumentace.
Stádium formálních operací se u jedince objeví kolem 11 let a trvá až do konce života. Podstata stádia spočívá v schopnosti myslet logicky mimo fenomenismus a konkrétní předměty/vjemy (a odkazy na něj). Dítě začíná myslet hypoteticky a začíná argumentovat a přemýšlet na základě abstraktních ideí a symbolických pojmů. Začíná projevovat zájem o více komplexní problémy, např. i o otázku budoucnosti.
Jedním z testů, které se zabývají výzkumem stádia formálních operací, se dítě pokouší zjistit, co ovlivňuje čas pohybu kyvadla ze strany na stranu. Při tomto experimentu je dítěti poskytnut provázek, který je zavěšený na háčku a několik závaží, která může připevnit na koncích provázku. Subjekt může měnit délku provázku, zavěšovat za něj různá závaží a měnit výšku, ze které kyvadlo spouští. Děti, které ještě nedokončily stádium konkrétních operací, náhodně mění několik různých proměnných. Adolescenti si ale dokážou vytvořit soubor hypotéz, které začnou postupně testovat. Uvažují o tom, že jestli je doba pohybu kyvadla ovlivněna jednou proměnnou (váha), pak se účinek projeví jenom tehdy, když budou měnit právě tuto proměnnou a ostatní parametry nechají být. Jestli tato proměnná nějak neovlivní dobu pohybu kyvadla, tak ji vyloučí a přesunou se na další. Podstata tohoto experimentu je, že adolescent (jedinec v stádiu formálních operací) zvažuje všechny možnosti, formuluje důsledky pro každou ze svých hypotéz a následně potvrzuje či vyvrací tyto důsledky.